# Taraxacum sagittilobum
Taraxacum sagittilobum — вид квіткових рослин з родини айстрових (Asteraceae). Вид зростає в Європі: Австрія, Франція, Польща, Швейцарія; це багаторічна рослина помірних біомів.